# Dioxane
Die Dioxane sind in der organischen Nomenklatur eine Gruppe von gesättigten sechsgliedrigen Heterocyclen mit zwei Sauerstoffatomen im Ring. Es gibt drei Strukturisomere des Dioxan-Grundkörpers:

1,2-Dioxan
1,3-Dioxan
1,4-Dioxan

1,2-Dioxan zählt zur Gruppe der Peroxide und ist damit im Vergleich zu 1,3-Dioxanen und 1,4-Dioxanen instabil. Unsubstituiertes 1,2-Dioxan konnte noch nicht isoliert werden. Jedoch sind substituierte 1,2-Dioxane hergestellt worden.